# Baseodiscus pallidus
Baseodiscus pallidus är en djurart som tillhör fylumet slemmaskar, och som först beskrevs av Isler 1900.  Baseodiscus pallidus ingår i släktet Baseodiscus och familjen Valenciniidae. Inga underarter finns listade i Catalogue of Life.